# Serie 101
La serie 101 (101系) fue un tren eléctrico EMU,  introducido en 1958 por JNR, y posteriormente operado por Japan Railways del Oriente (JR East) y Japan Railways del Occidente (JR West). Los últimos trenes fueron retirados en noviembre de 2003.

## Historia
El tren prototipo fue entregado en junio de 1957, con formación de 10 coches y clasificado como serie 90 a todos sus coches motorizados. Los vehículos motor se nombraron MoHa 90500-90503, y los coches remolque como MoHa 90000-90005. Los convoyes producidos se entregaron a partir de marzo de 1958 y difieren visualmente del prototipo al haber dispuesto las canaletas de lluvia en lo largo de la parte superior de cada vehículo. La serie 90 fue reclasificada como serie 101 a partir de 1959, y los coches prototipo fueron numerados en la subserie 900. El convoy prototipo fue modificado en 1962 para adaptarlo a los demás ya construidos.

## Líneas donde fue utilizada
Los trenes de la serie 101 operaron en las siguientes líneas.
Área de Tokio
- Línea Chūō (Rápida)
- Línea Itsukaichi
- Línea Keihin-Tōhoku
- Línea Musashino
- Línea Nambu
- Línea Ōme
- Línea Chūō-Sōbu (local)
- Línea Tsurumi
- Línea Yamanote

Área de Osaka
- Kansai Main Line
- Línea Katamachi
- Osaka Loop Line
- Línea Sakurajima

## Operadores privados
Varios trenes de la serie 101 que pertenecieron a la empresa estatal JNR se vendieron al ferrocarril de Chichibu en 1986, en el que fueron rehabilitados y operaron en la formación de 3 vagones de la serie 1000.

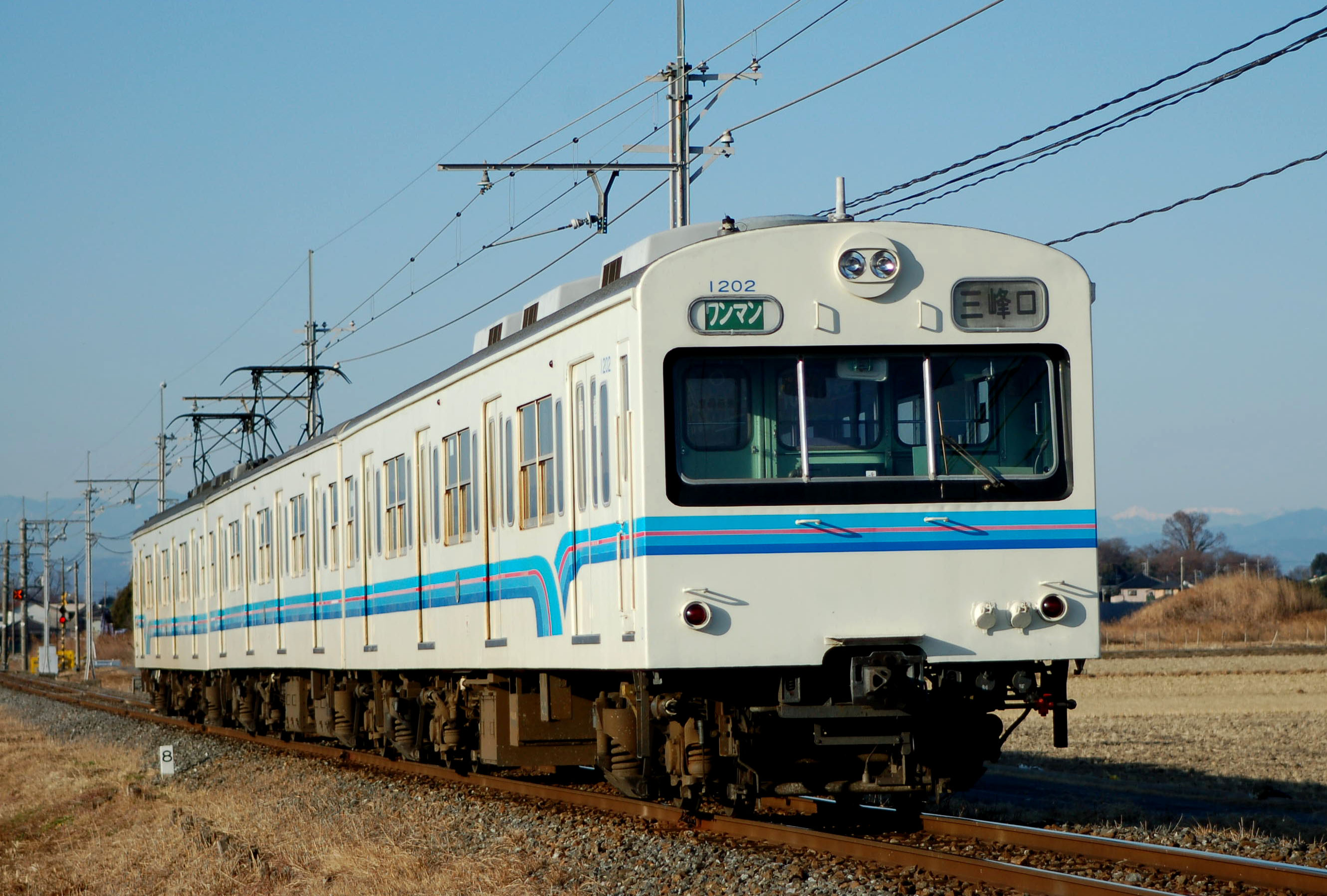
Ferrocarril de Chichibu serie 1000, diciembre 2007
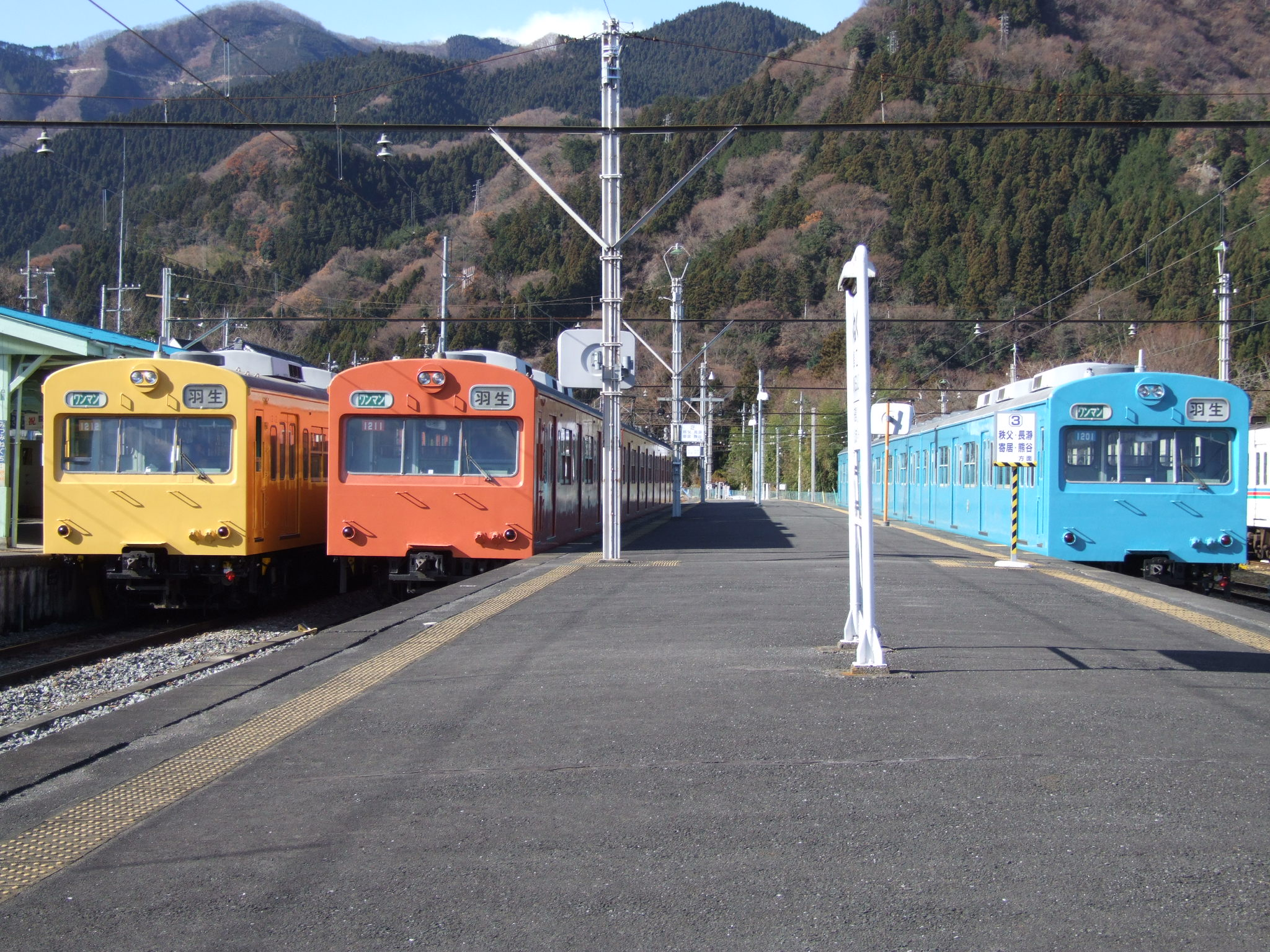
Convoyes serie 1000 del ferrocarril de Chichibu pintados al estilo de las líneas de JNR, diciembre 2007

## Vehículos conservados

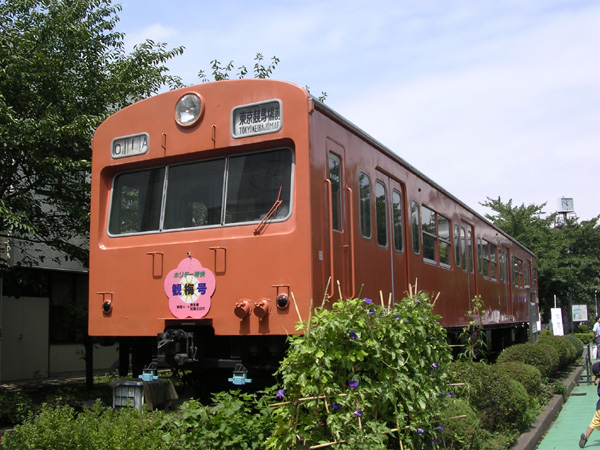
KuMoHa 101-902 en el Tokyo General Rolling Stock Center, agosto de 2005

El vagón KuMoHa 101-902 se conserva en el Museo del Ferrocarril en Saitama, previamente se encontraba en el Centro General de Material Rodante de Tokio de JR East.